# Синьочела амазона
Синьочелата амазона (Amazona aestiva) е вид птица от семейство Папагалови (Psittacidae).

## Разпространение и местообитание
Разпространен е в Аржентина, Боливия, Бразилия и Парагвай.